# Луцій Корнелій Цинна (консул 127 року до н. е.)

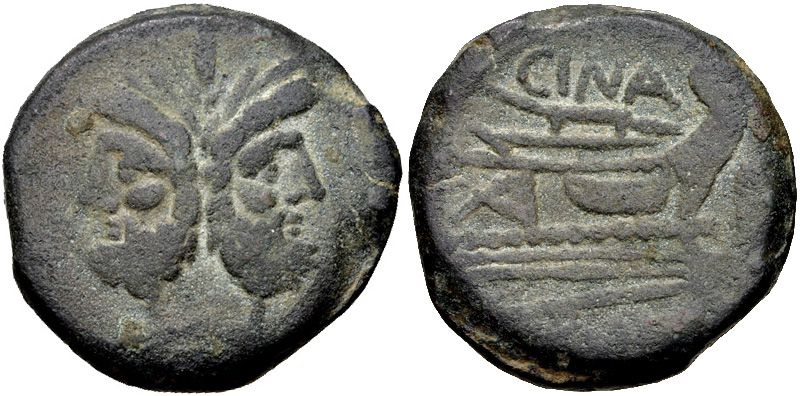
Римська Монета

Луцій Корнелій Цинна (лат. Lucius Cornelius Cinna; близько 170 до н. е. — після 127 до н. е.) — політичний, державний та військовий діяч Римської республіки, консул 127 року до н. е.

## Життєпис
Походив з патриціанського роду Корнеліїв. Син Луція Корнелія Цинни, монетарія у 169–158 роках до н. е. У 136 році до н. е. увійшов до складу посольства сенату до проконсула Ближньої Іспанії Марка Лепида Порціни, яке мало заборонити йому напад на ваккеїв, але не домоглося успіху.
До 130 року до н. е. став претором. У 127 році до н. е. його обрано консулом разом з Луцієм Кассієм Лонгіном Равіллою. За його каденції не відбулося якихось значних подій.

## Родина
- Луцій Корнелій Цинна, консул 87-84 років до н. е.